# Guigovelaga
Guigovelaga (Palabra derivada del zapoteco y que significa "lugar entre dos ríos") es una población ubicada en la región Mixe-Zapoteca, pertenece al municipio de Santiago Lachiguiri, distrito de Tehuantepec, en el estado de Oaxaca, México.

## Toponimia
Se sabe por datos de los fundadores de la población, que el nombre "Guigovelaga" fue establecida como una derivación del zapoteco y que representa "Lugar entre dos ríos", esto tomando en cuenta la geografía del lugar que precisamente se encuentra entre dos afluentes principales.

## Historia

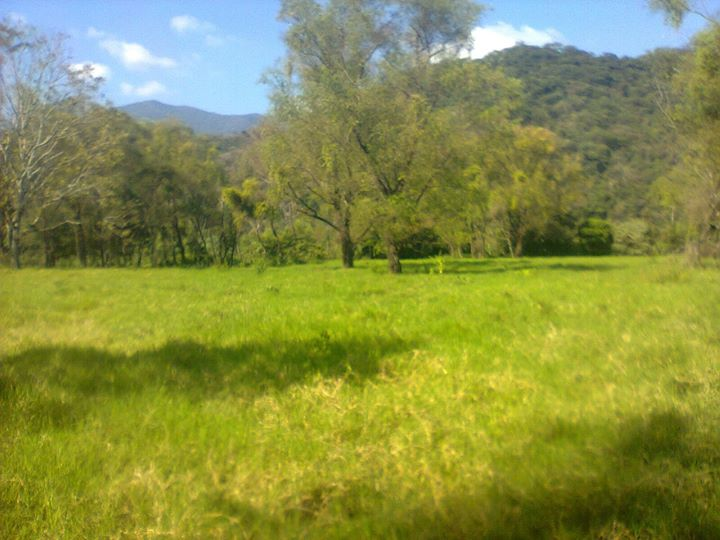
Valle con vegetación para el pastoreo del ganado en Guigovelaga.

La población fue inicialmente una ranchería del municipio de Guevea de Humboldt, sin embargo con el tiempo y debido a la larga distancia entre la ranchería y el municipio algunas personas decidieron quedarse a vivir en el lugar ya que en esta tenían sus cultivos del cual se mantenían.
Después de llegar a un acuerdo con el municipio, la ranchería se separó y la población se estableció como una agencia municipal.
Posteriormente la población fue creciendo a raíz de la llegada de personas de poblaciones circundantes que se quedaron a vivir.

## Población y sociedad
- La población suman menos de 1000 personas de acuerdo a las estadísticas del INEGI.

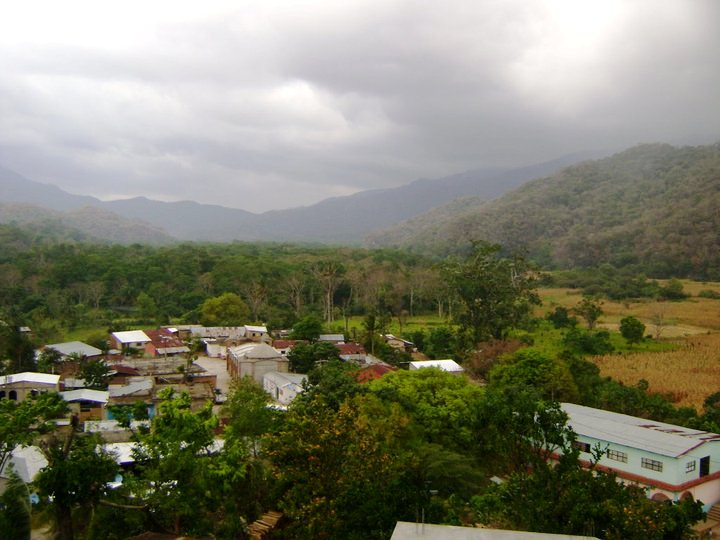
Guigovelaga: población del estado de Oaxaca, México.

- Está constituida mayormente por la reunión de personas tanto de origen Zapotecos como Mixes que migraron de otras poblaciones.
- Las principales actividades económicas son la agricultura y la ganadería.
- Uno de los principales factores que ha influido en el desarrollo de la comunidad es la migración de muchos habitantes hacia los Estados Unidos mismo que ha propiciado que el crecimiento de la población no sea notable.

### Servicios
- Cuenta con un centro de salud comunitario para la atención y cuyos pacientes que necesitan se hospitalizar se transfieren a la Ciudad de Juchitán.
- En cuanto a comunicaciones, cuenta con telefonía en casetas telefónicas particulares.
- Los servicios de transportes públicos, principalmente tienen como base de llagada y salida la Ciudad de Ixtepec, que es donde mayormente se hacen las actividades económicas como la compra de materiales, alimentos, etc.., éstos transportes tienen determinadas las horas de salida y llegada.
- Se cuenta con energía eléctrica y agua entubada en la mayoría de las viviendas.

### Educación
Para la formación de los niños y jóvenes que desean estudiar, se cuenta con las siguientes escuelas:
1. Jardín de niños "La raza indígena".
2. Escuela primaria "Narciso Mendoza".
3. Escuela Secundaria Técnica No. 141.
4. Instituto de Estudios de Bachillerato de Oaxaca No. 29.

También se cuenta con albergue para niños de primaria.
Las opciones para el estudio de nivel superior, principalmente son la Universidad del Istmo (UNITSMO), Universidad Autónoma "Benito Juérez" de Oaxaca (UABJO) y el Instituto Tecnológico de Oaxaca (ITO).

## Geografía

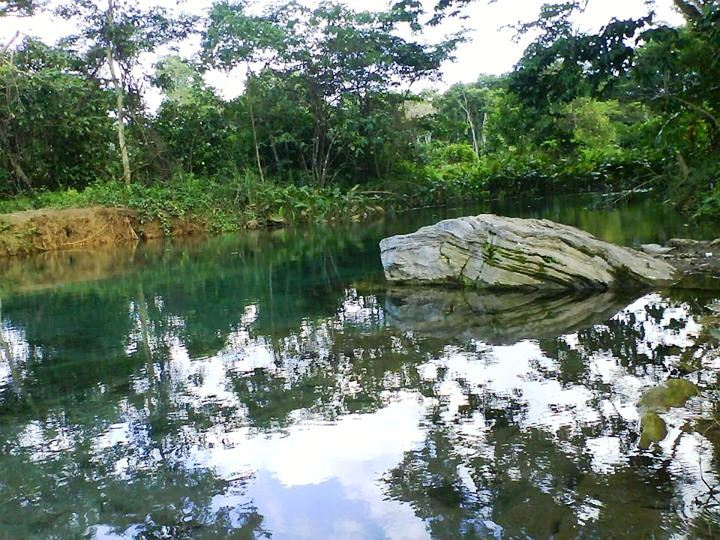
Agua cristalina.

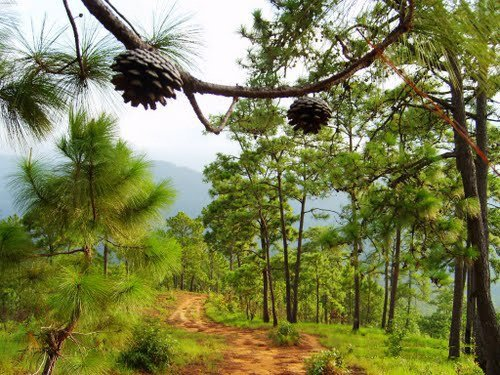
Bosque de coníferas.

- En cuanto a la orografía y vegetación, la población está asentada en un valle la cual está rodeada de montañas pertenecientes a la Sierra Norte. Al norte de la población está ocupada por una montaña con inicio en una elevación conformada de rocas calizas en el cual están acumulado grandes porciones de tierra donde crecen grandes árboles.
- En lo respecto a la flora y fauna, podemos encontrar ceibas, cedros, encinos, pinos, etc. y animales como venado, armadillo, diversas especies de reptiles, diversas especies de aves, iguana verde, etc..
- Cuenta con buena hidrografía que de forma natural riegan las tierras fértiles, principalmente por dos ríos, el llamado "San Miguel" y el "Guigovelaga".
- El clima se mantiene húmedo y con gran cantidad de lluvia y durante el verano la temperatura es cálida.

En las montañas (cerros) que rodean a la población predominan coníferas, principalmente el llamado Ocote (Pinus montezumae) y hierbas que crecen y enverdecen en la época de lluvia y mueren durante la época de calor debido a que son consumidos por incendios forestales ocasionales.